# 마토케

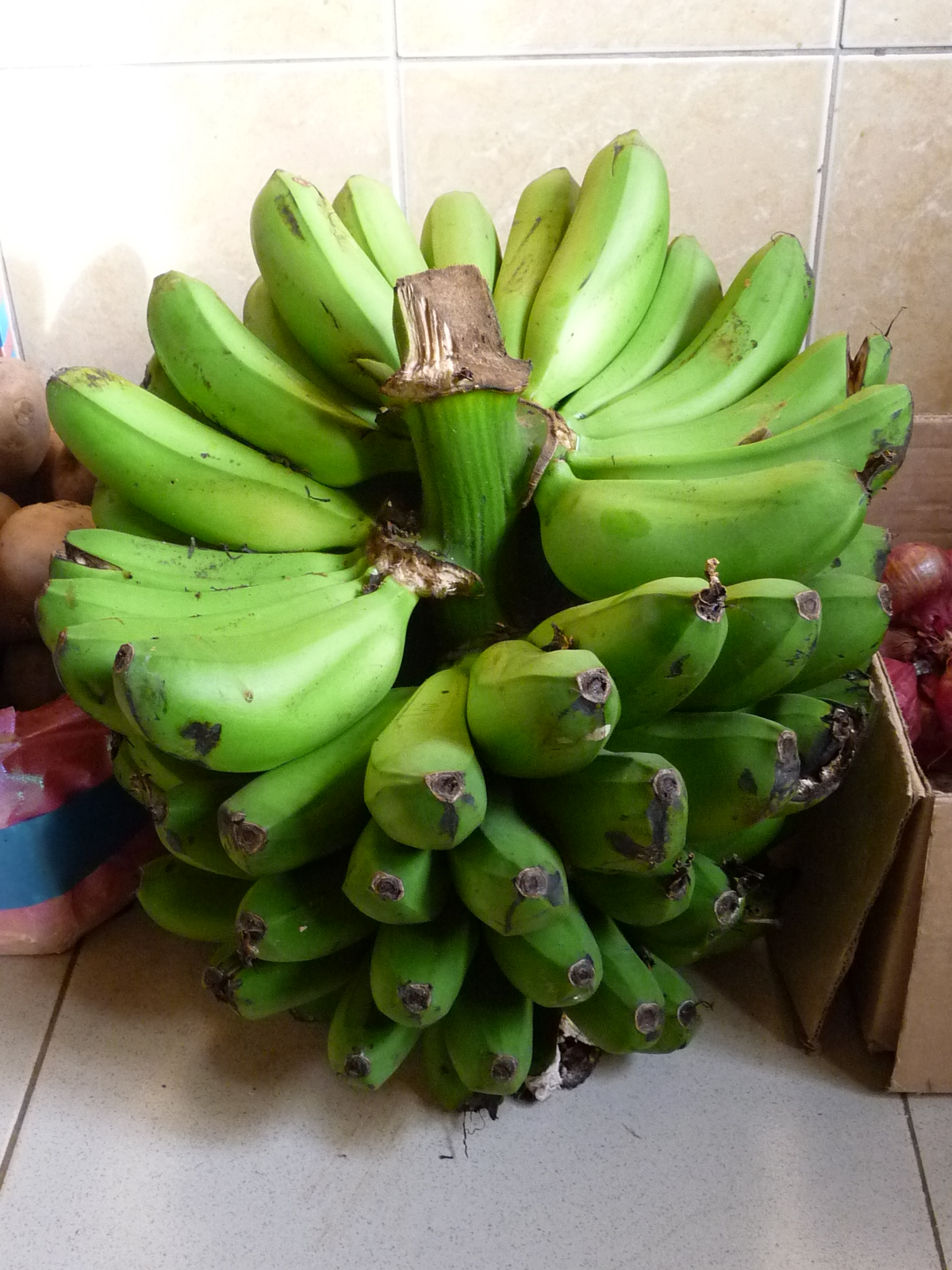

마토케(Matoke)는 아프리카 대호수에서 유래한 녹말이 많은 3배체 바나나 품종이다. 이 과일은 녹색으로 수확되어 조심스럽게 껍질을 벗긴 다음 요리하고 종종 으깨거나 두드려서 식사에 사용한다. 우간다와 르완다에서는 과일을 증기로 조리하며, 으깬 식사는 양국 모두에서 국가 요리로 간주된다.
마토케 바나나는 우간다, 케냐, 탄자니아 및 기타 오대호 국가의 주요 식량 작물이다. 이것들은 무티카/루주기라의 하위 그룹으로도 알려져 있다.
특정 바나나 그룹인 동아프리카 고원 바나나(Musa AAA-EA)에 속하는 중간 크기의 녹색 과일은 우간다와 서부 케냐의 반투어군 언어로 마토케(matoke)로 알려져 있다.
요리용 바나나는 오랫동안 케냐와 우간다의 빅토리아호 주변, 탄자니아의 서부와 킬리만자로 지역에서 흔히 볼 수 있는 주요 작물이었다.

## 같이 보기
- 바나나
- 부룬디 요리
- 르완다 요리
- 우간다 요리
- 무사 발비시아나